# IDW Publishing
A IDW Publishing (uma divisão da Idea and Design Works) é uma empresa americana de história em quadrinhos. A empresa foi fundada em 1999 e recebeu o título de "Publisher of the Year Under 5% Market Share" nos anos 2004, 2005 e 2006, pela Diamond Comic Distribuitors. A IDW é regularmente reconhecida como a quinta maior publicadora de histórias em quadrinhos dos Estados Unidos pela Diamond Comic Distributors.
A empresa foi inicialmente conhecido por seus gibis de terror como 30 Days of Night, Locke & Key, Dark Days e vários outros. Alguns dos mais conhecidos escritores e artistas de gibis de terror, incluindo Joe Hill, Ben Templesmith e Steve Niles, produziram para a IDW. A empresa agora se especializa em propriedades licenciadas, tendo adquirido os direitos autorais de 24 (série), Angel, CSI, Transformers, My Little Pony, Star Trek, Dick Tracy, G.I. Joe, Tartarugas Ninja, Arquivo X, Jem e as Hologramas, Caça Fantasmas, Sonic the Hedgehog.
Entre as Adaptações para outras mídias estão 30 Days of Night dirigido por David Slade e Locke & Key na Netflix.